# Bothropolys shansiensis
Bothropolys shansiensis är en mångfotingart som beskrevs av Masatoshi Takakuwa 1949. Bothropolys shansiensis ingår i släktet Bothropolys och familjen stenkrypare. Inga underarter finns listade i Catalogue of Life.